# Sede suburbicaria di Albano

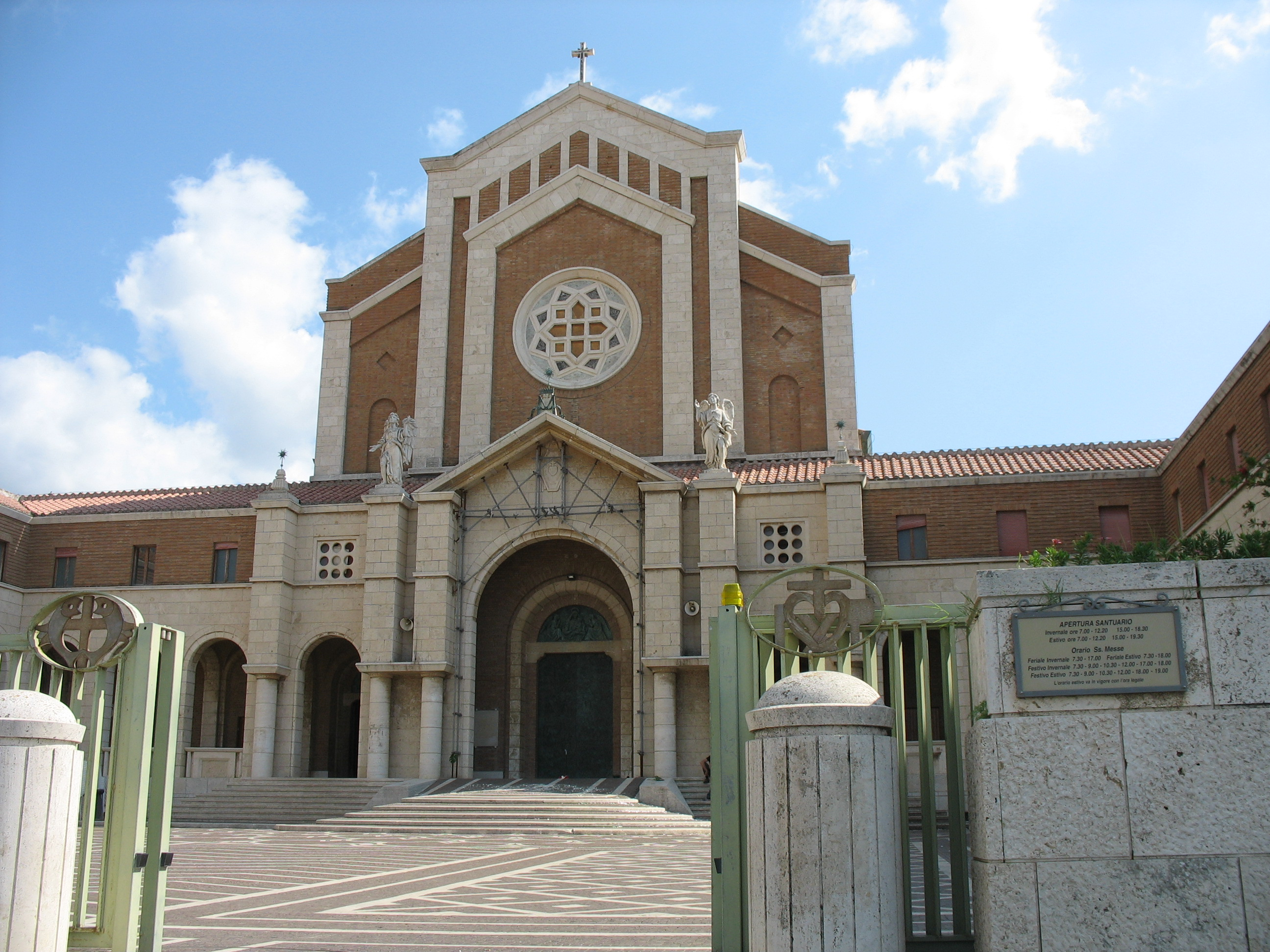
Il santuario di Nostra Signora delle Grazie e di Santa Maria Goretti a Nettuno.

La sede suburbicaria di Albano (in latino Albanensis) è una sede della Chiesa cattolica in Italia suffraganea della diocesi di Roma appartenente alla regione ecclesiastica Lazio. Nel 2023 contava 488 000 battezzati su 505 000 abitanti. È retta dal vescovo Vincenzo Viva, mentre il titolo è del cardinale Luis Antonio Tagle.

## Territorio
La sede suburbicaria di Albano, a sud-ovest di Roma, confina a nord con la diocesi di Roma e con la sede suburbicaria di Frascati, ad est con quella di Velletri-Segni e con la diocesi di Latina-Terracina-Sezze-Priverno, e ad ovest con il mare Tirreno.
Il territorio diocesano comprende i comuni di Albano Laziale, Anzio, Ardea, Ariccia, Ciampino, Castel Gandolfo, Genzano di Roma (eccetto la frazione di Landi che appartiene alla diocesi di Velletri-Segni), Lanuvio, Marino, Nemi, Nettuno e Pomezia nella città metropolitana di Roma Capitale; quello di Aprilia in provincia di Latina; e Santa Palomba, zona urbanistica del Municipio IX della Capitale.
Sede vescovile è la città di Albano Laziale, dove si trova la cattedrale di San Pancrazio. Oltre alla cattedrale, la diocesi comprende altre tre basiliche minori: la basilica collegiata di San Barnaba Apostolo a Marino, la basilica santuario di Nostra Signora delle Grazie e di Santa Maria Goretti a Nettuno, e la basilica di Santa Teresa del Bambin Gesù ad Anzio. Nel territorio diocesano è compresa la cittadina di Castel Gandolfo, dove si trova il complesso delle "Ville Pontificie", che, in seguito ai Patti Lateranensi del 1929, gode della prerogativa dell'extraterritorialità.
Oltre a questi edifici sacri, si annoverano altri santuari diocesani: Santa Maria della Rotonda e San Gaspare del Bufalo ad Albano, Santa Maria del Galloro ad Ariccia, Santa Maria della Cima a Genzano, la Madonna delle Grazie a Lanuvio, la Madonna dell'Acqua Santa a Marino e il Santissimo Crocifisso a Nemi.
Numerose sono le comunità religiose presenti nella diocesi. Tra gli istituti maschili si annoverano i carmelitani, i carmelitani scalzi, i somaschi, i gesuiti, i passionisti, i mercedari, i bufalini, i fatebenefratelli, i salesiani e i trappisti. Tra le congregazioni religiose femminili si ricordano le ancelle della carità, le clarisse, le figlie della carità di San Vincenzo de' Paoli, le figlie della carità del Preziosissimo Sangue, le figlie di Maria Ausiliatrice, le calasanziane, le Maestre Pie Filippini, le missionarie di San Pietro Claver.
Dal punto di vista pastorale il territorio diocesano, che si estende su 611 km², è suddiviso in 77 parrocchie, distribuite in otto vicarie: Albano, Ciampino, Marino, Ariccia, Aprilia, Pomezia, Anzio e Nettuno.

## Storia
Secondo il Liber pontificalis, nella biografia di papa Silvestro I (314-335), l'imperatore Costantino I (306-337) fece edificare ad Albanum una basilica dedicata a san Giovanni Battista: Fecit Constantinus Augustus basilicam in civitatem Albanense sancti Iohannis Baptistae. Lo stesso Liber riferisce che l'imperatore dotò la basilica di numerose suppellettili liturgiche e di un consistente patrimonio territoriale. È questo uno dei riferimenti documentari più antichi sulla presenza del cristianesimo nel territorio albanense. Un altro testo, la Depositio martyrum, annota che in Albano si veneravano, in un'epoca anteriore al 354, i martiri Secondo, Carpoforo, Vittorino e Severiano. Significativo riferimento archeologico del territorio sono le catacombe di San Senatore, che furono il principale cimitero della comunità cristiana locale, in uso almeno dal IV secolo. A sottolineare ulteriormente l'importanza della comunità cristiana albanense, è l'informazione riportata dal Liber pontificalis, secondo la quale papa Innocenzo I, eletto nel 401, era originario di Albano.
La diocesi di Albano è documentata per la prima volta con il vescovo Ursino, il cui nome appare in un epitaffio frammentario scoperto nelle catacombe di Domitilla a Roma, nel quale vengono commemorati un prete e sua figlia, deposta nel 396 o nel 402. Gli altri vescovi dell'antichità, Romano, Atanasio e Crisogono, sono noti per la loro partecipazione ai sinodi indetti a Roma dai papi Ilario (465), Felice III (487), Gelasio I (495) e Simmaco (501 e 502). All'epoca di Gregorio Magno è documentato il vescovo Omobono, che fu consacrato vescovo dallo stesso pontefice nel 592 e che prese parte al concilio del 595. In questo periodo Albano assorbì il territorio della soppressa diocesi di Anzio.
Anche gli altri vescovi del primo millennio sono per lo più noti grazie alla loro presenza ai concili celebrati a Roma dai pontefici. Tra questi sono da menzionare in particolare: Eustrazio, che prese parte alla consacrazione dell'antipapa Costantino II nel 767 e che nel 773 fu inviato da papa Adriano I come ambasciatore presso il re longobardo Desiderio; Benedetto, fratello di papa Sergio II, che dall'844 all'847 usurpò la sede albanense, e che il Liber pontificalis «dipinge come un illetterato, libidinoso, spinto dall'ambizione e dalla sete di ricchezze a conquistare un potere personale nella città»; Giovanni, vissuto tra la fine del X secolo e i primi anni del successivo, che fu bibliotecario della Santa Sede sotto i pontificati di Giovanni XV, Gregorio V e Silvestro II.

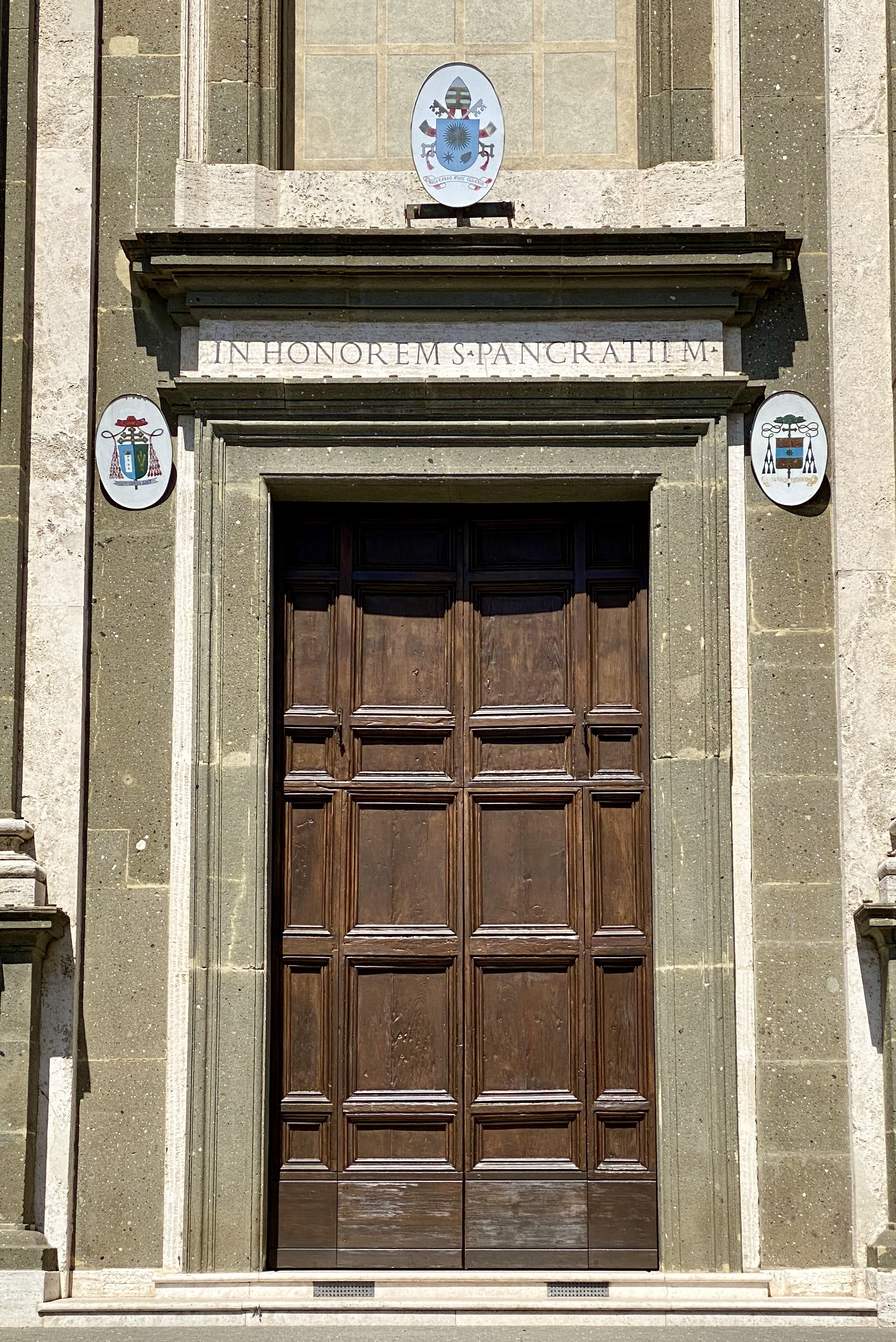
Il portale principale della cattedrale di San Pancrazio ad Albano Laziale, con gli stemmi di papa Francesco, del cardinale vescovo Angelo Sodano e del vescovo titolare Marcello Semeraro (agosto 2020).

L'XI secolo si apre con il vescovo Pietro, chiamato Bucca porca (Os porci), che dopo cinque anni di episcopato, il 31 luglio 1009 fu eletto papa con il nome di Sergio IV. Un altro cardinale di Albano, Nicholas Breakspear, divenne papa nel 1154 con il nome di Adriano IV. Tre vescovi invece ascesero al soglio pontificio da altre sedi episcopali, dopo avere retto per qualche anno quella di Albano: si tratta di Rodrigo Borgia (1471-1476), papa Alessandro VI dal 1492; Giovan Pietro Carafa (1544-1546), papa Paolo IV dal 1555; e Giovanni Alessandro de' Medici (1600-1602), papa Leone XI dal 1605. Tra XI e XIII secolo alcuni vescovi di Albano segnarono il corso della diocesi con la santità della loro vita: san Pietro Igneo, documentato come vescovo albanense dal 1072 al 1089; il beato Matteo, che fu vescovo dal 1126 al 1135; il beato Henri de Marsiac, morto nel 1188; e san Bonaventura da Bagnoregio, dottore serafico, che fu cardinale di Albano dal 1273 al 1274.
La residenza ufficiale dei vescovi di Albano per tutto il periodo medioevale fu presso la basilica di San Clemente al Laterano in Roma, e le visite pastorali in diocesi furono pochissime. La maggior parte delle località comprese nella diocesi infatti erano molto decadute; persino Albano, che era ridotta ad un oppidulum nel VI secolo, si andò spopolando progressivamente sull'onda di conseguenti assedi, distruzioni e saccheggi: nel 1118 da parte dei Pierleoni poiché papa Pasquale II aveva trovato rifugio in Albano; nel 1167 da parte dei cittadini romani per ripicca contro l'appoggio dato dagli albanensi all'imperatore Federico Barbarossa; nel 1436 infine da parte del cardinal Giovanni Maria Vitelleschi, inviato di papa Eugenio IV contro i Savelli.
La Chiesa tra VIII e XI secolo controllava vaste proprietà terriere nei Colli Albani e nell'Agro Romano: queste, organizzate in Patrimonia suddivisi a loro volta in Massae, erano gestiti da diaconi indipendenti dal vescovo locale e direttamente soggetti alla Santa Sede. Dei fondi ecclesiastici sono collocabili lungo la via Appia tra Roma e Frattocchie (Patrimonium Appiae), tra Marino e Grottaferrata (Massa Marulis), presso Albano Laziale (Massa Sulpiciana), sulla via Ardeatina e presso Nettuno. In epoca più tarda invece numerosi feudi furono infeudati a istituti religiosi romani: è il caso di Genzano di Roma, infeudato ai monaci di San Paolo alle Tre Fontane, di Lanuvio, infeudato ai religiosi benedettini, e di Ardea, concessa ai monaci della basilica di San Paolo fuori le mura. Albano Laziale invece fu infeudata varie volte, a quanto riportano gli atti, al vescovo stesso: il 24 luglio 1217 papa Onorio III concesse da Ferentino il dominio temporale del feudo di Albano ai suoi vescovi; anche papa Niccolò III il 4 maggio 1278 confermò il dominio su Albano e i connessi privilegi per i suoi vescovi. Tuttavia il dominio vescovile su Albano non ha lasciato tracce consistenti, poiché soppiantato subito da quello dei potenti signori Savelli.
A partire dalla metà del XVI secolo i cardinali-vescovi albanensi di impegnarono per attuare nella diocesi i decreti di riforma approvati dal concilio di Trento. Nel 1574, nel 1581 e nel 1583 vennero effettuate le prime visite pastorali alla diocesi; nel 1590 il cardinale Gabriele Paleotti celebrò il primo sinodo diocesano; nel 1594 fu ricostituito il capitolo dei canonici della cattedrale. Nel 1628 fu istituito il seminario diocesano, che rimase attivo fino al 1921; nel 1949 venne riaperto con il nome di «Pontificio seminario interdiocesano Pio XII».
Tra il 1727 e il 1729 papa Benedetto XIII dimorò a più riprese ad Albano nel palazzo del cardinale Niccolò Maria Lercari, il quale donò per testamento il palazzo alla diocesi albanense come residenza dei vescovi.
Durante l'occupazione francese tra XVIII e XIX secolo, molti sacerdoti si rifiutarono di prestare il giuramento di fedeltà al governo francese, e furono deportati. Un cardinale originario di Albano, Michele Di Pietro, divenne amministratore di Roma durante la prigionia di papa Pio VI e poi di papa Pio VII; finito il periodo napoleonico, divenne cardinale vescovo di Albano dal 1816 al 1820.
Nel 1902 avvenne il martirio di Maria Goretti, patrona secondaria della diocesi.
A seguito della bonifica dell'agro pontino, sorsero dal nulla nuovi centri, quali Pomezia e Aprilia; la forte immigrazione nel secondo dopoguerra, ha portato ad un notevole aumento della popolazione diocesana, che impose nuove sfide pastorali e una nuova riorganizzazione territoriale della diocesi albanense.

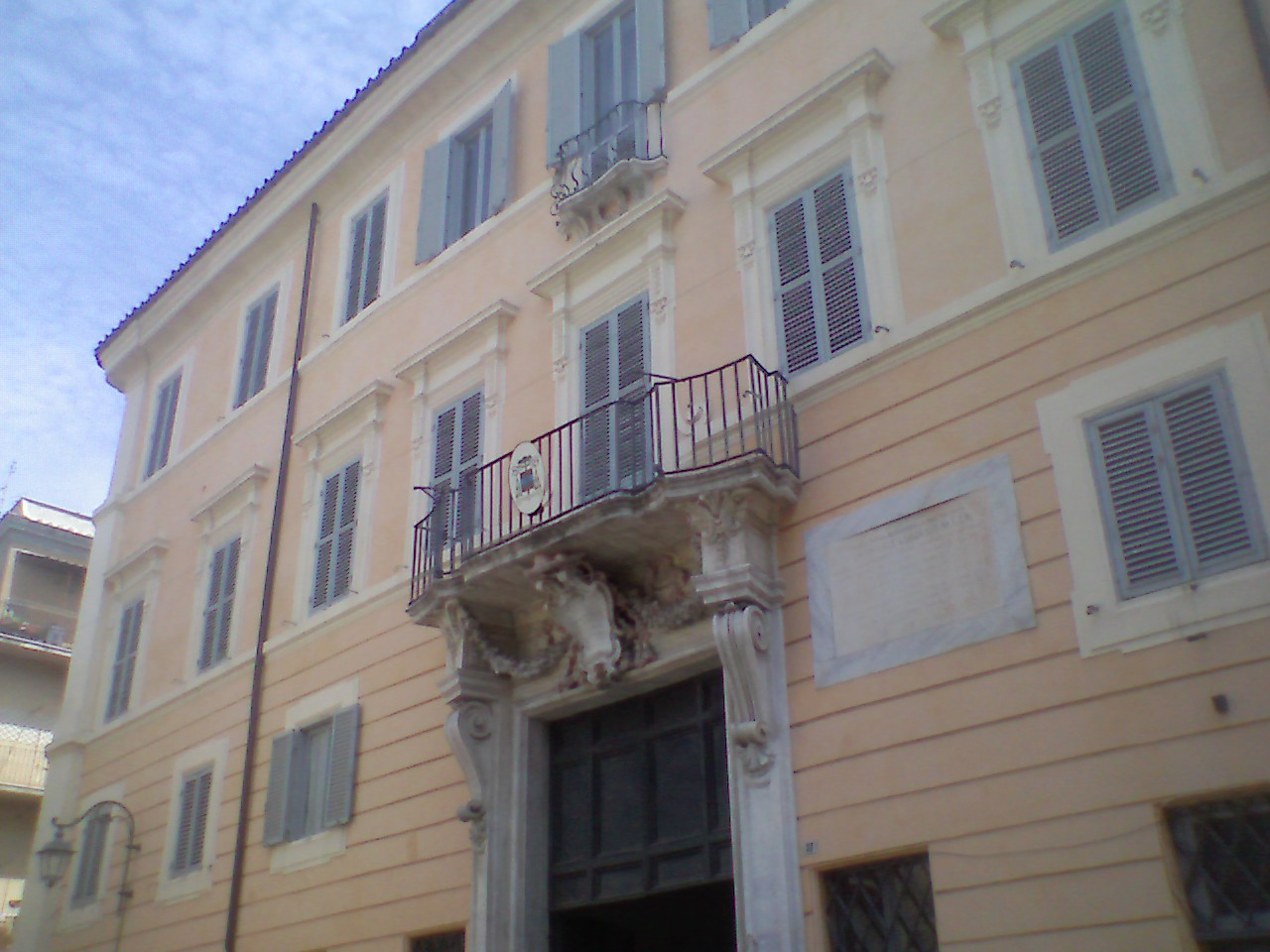
Il palazzo Lercari, sede dei vescovi di Albano, ospita nei suoi locali il museo diocesano e la biblioteca "San Bonaventura".

Il 5 maggio 1952, con la lettera apostolica Omnium studiis, papa Pio XII ha proclamato Santa Maria Goretti patrona principale delle diocesi assieme a San Pancrazio.
Con la riforma delle sedi suburbicarie voluta da papa Giovanni XXIII nel 1962 con il motu proprio Suburbicariis sedibus, ai cardinali è rimasto solo il titolo della sede suburbicaria, mentre il governo pastorale della diocesi è affidato ad un vescovo residenziale pleno iure. Per Albano la serie dei vescovi residenziali iniziò nel 1966 quando il cardinale Giuseppe Pizzardo rinunciò al governo pastorale della diocesi che fu affidata al vescovo Raffaele Macario, già vescovo ausiliare di Albano dal 1948.
Nel 1991 sono stati ridefiniti i confini con la diocesi di Latina-Terracina-Sezze-Priverno, dalla quale la diocesi di Albano ha acquisito una parrocchia del comune di Aprilia, cedendone quattro facenti parte del comune di Latina.
Tra il 1990 e il 1996 è stato celebrato l'ultimo sinodo diocesano, durante l'episcopato di Dante Bernini, che, tra le varie risoluzioni, ha preso la decisione di aprire una missione diocesana nella parrocchia di Masuba nella diocesi di Makeni in Sierra Leone.
Nel 2003 è stato istituito con atto del vescovo Agostino Vallini l'archivio storico diocesano, costituito da diversi fondi. Durante l'episcopato di Marcello Semeraro sono stati inaugurati il museo diocesano e la biblioteca "San Bonaventura" nei locali del palazzo vescovile.

## Cronotassi dei vescovi
Si omettono i periodi di sede vacante non superiori ai 2 anni o non storicamente accertati.

### Vescovi e cardinali vescovi di Albano
- Ursino † (menzionato nel 396 o 402)[6]
- Romano † (menzionato nel 465)[16]
- Atanasio † (menzionato nel 487)[17]
- Crisogono † (prima del 495 ? - dopo il 502)[18]
- Omobono † (592 - dopo il 595)[7]
- Epifanio † (menzionato nel 649)
- Giovenale † (prima del 679 - 682 deceduto)[19]
- Andrea † (prima del 721 - dopo il 732)[20]
- Gregorio I (Senatore o Tiberio/Tiburtino) † (menzionato nel 743)[21]
- Leone † (menzionato nel 761)[22]
- Eustrazio † (prima del 767 - dopo il 769)[23]
- Costanzo ? † (menzionato nel 772)[24]
- Benedetto † (menzionato nell'826)[25]
- Giovanni ? † (menzionato nell'828)[26]
  - Benedetto † (844 - 847) (usurpatore)[8]
- Petronazio (Petronacius) † (prima dell'853 - circa 867 deceduto)[27]
- Paolo † (menzionato nell'869)[28]
- Pietro † (menzionato nell'898)[29]
- Gregorio II † (prima del 963 - dopo il 985)[30]
- Giovanni † (prima del 994 - dopo il 1001 deceduto)[31]
- Pietro Bucca porca, O.S.B. † (1004 - 31 luglio 1009 eletto papa con il nome di Sergio IV)[32]
- Teobaldo † (prima del 1015 - dopo il 1044)
- Bonifacio dei Conti di Tuscolo † (prima del 1054 - dopo maggio 1070)[33]
- San Pietro Igneo, O.S.B.Vall. † (prima di ottobre 1072 - dopo settembre 1089 deceduto)[34]
- Oddone (o Othon, o Otto, o Eudes) † (1090 - circa 1096 deceduto)
  - Teodorico † (prima del 1098 - 8 settembre 1100 eletto antipapa con il nome di Teodorico) (pseudocardinale)[35]
- Gualtiero I † (1091 - 1101 deceduto)
  - Tiderico ? † (circa 1099 - ?) (pseudocardinale)
- Riccardo, O.S.B. † (1101 - circa 1114 deceduto)
- Anastasio † (1114 - circa 1115 deceduto)
- Leone † (1115 - 1115 deceduto)
- Vitale (Oldo Medi) † (1115 - 1126 deceduto)
- Beato Mathieu, O.Cist. † (ottobre 1126 - 25 dicembre 1135 deceduto)[36]
- Ugo † (1135 - gennaio 1136 deceduto)
- Alberto † (gennaio 1136 - 1142 deceduto)
- Pietro Papareschi † (1142 - 1146 deceduto)
- Nicholas Breakspear, C.R.S.A. † (circa 1150 - 4 dicembre 1154 eletto papa con il nome di Adriano IV)[37]
- Gualtiero II † (febbraio 1159 - 1178 o 1179 deceduto)
  - János Struma (Giovanni di Struma) † (prima di aprile 1164 - 20 novembre 1168 eletto antipapa con il nome di Callisto III) (pseudocardinale)[38]
- Beato Henri de Marsiac, O.Cist. † (14 marzo 1179 - 1º gennaio 1189 deceduto)[39]
- Albino da Milano, C.R.S.A. † (maggio/giugno 1189 - dopo luglio 1196 deceduto)[40]
- Giovanni † (aprile 1199 - dopo agosto 1210 deceduto)
- Gerardo da Sessa, O.Cist. † (9 maggio 1211[41] - dopo il 22 aprile 1212 deceduto)
- Paio Galvão, O.S.B. † (1213 - ottobre 1232 oppure 29 gennaio 1240 deceduto)
- Pietro da Collemezzo † (28 maggio 1244 - 25 maggio 1253 deceduto)
- Raoul de Grosparmy † (17 dicembre 1261 - 10 agosto 1270 deceduto)
- San Bonaventura da Bagnoregio, O.Min. † (3 giugno 1273 - 15 luglio 1274 deceduto)
- Bentivegna de' Bentivegni, O.Min. † (12 marzo 1278 - 25 marzo 1289 deceduto)
- Bérard de Got † (18 settembre 1294 - 27 giugno 1297 deceduto)
- Gonzalo García Gudiel † (4 dicembre 1298 - dicembre 1299 deceduto)
- Leonardo Patrasso † (2 marzo 1300 - 7 dicembre 1311 deceduto)
- Arnaud d'Aux † (23 dicembre 1312 - 14 agosto 1320 deceduto)
- Vital du Four, O.Min. † (giugno 1321 - 16 agosto 1327 deceduto)
- Gauscelin de Jean † (18 dicembre 1327 - 3 agosto 1348 deceduto)
- Hélie de Talleyrand-Périgord † (4 novembre 1348 - 17 gennaio 1364 deceduto)
- Pierre Itier † (4 febbraio 1364 - 20 maggio 1367 deceduto)
- Angelic de Grimoard de Grisac, C.R.S.A. † (17 settembre 1367 - 13 aprile 1388 deceduto)
- Niccolò Brancaccio † (circa 1390 - 29 giugno 1412 deceduto)
- Giordano Orsini † (23 settembre 1412 - 14 marzo 1431 nominato cardinale vescovo di Sabina)
- Pierre de Foix, O.F.M. † (14 marzo 1431 - 13 dicembre 1464 deceduto)
- Ludovico Scarampi Mezzarota † (8 gennaio 1465 - 22 marzo 1465 deceduto)
- Latino Orsini † (7 giugno 1465 - 14 ottobre 1468 nominato cardinale vescovo di Frascati)
- Filippo Calandrini † (14 ottobre 1468 - 30 agosto 1471 nominato cardinale vescovo di Porto e Santa Rufina)
- Rodrigo Borgia † (30 agosto 1471 - 24 luglio 1476 nominato cardinale vescovo di Porto e Santa Rufina, poi eletto papa con il nome di Alessandro VI)
- Oliviero Carafa † (24 luglio 1476 - 31 gennaio 1483 nominato cardinale vescovo di Sabina)
- Jean Balue † (31 gennaio 1483 - 14 marzo 1491 nominato cardinale vescovo di Palestrina)
- Giovanni Michiel † (14 marzo 1491 - 10 ottobre 1491 nominato cardinale vescovo di Palestrina)
- Jorge da Costa † (10 ottobre 1491 - 14 maggio 1501 nominato cardinale vescovo di Frascati)
- Lorenzo Cybo de Mari † (14 maggio 1501 - 29 novembre 1503 nominato cardinale vescovo di Palestrina)
- Raffaele Sansoni Galeotti Riario † (29 novembre 1503 - 3 agosto 1507 nominato cardinale vescovo di Sabina)
- Bernardino López de Carvajal y Sande † (3 agosto 1507 - 17 settembre 1507 nominato cardinale vescovo di Frascati)
- Guillaume Briçonnet † (17 settembre 1507 - 22 settembre 1508 nominato cardinale vescovo di Frascati)
- Domenico Grimani † (22 settembre 1508 - 3 giugno 1509 nominato cardinale vescovo di Frascati)
- Philippe de Luxembourg † (3 giugno 1509 - 20 gennaio 1511 nominato cardinale vescovo di Frascati)
- Jaime Serra i Cau † (20 gennaio 1511 - 15 marzo 1517 deceduto)
- Francisco de Remolins † (16 marzo 1517 - 5 febbraio 1518 deceduto)
- Niccolò Fieschi † (5 febbraio 1518 - 24 luglio 1521 nominato cardinale vescovo di Sabina)
- Antonio Maria Ciocchi del Monte † (24 luglio 1521 - 9 dicembre 1523 nominato cardinale vescovo di Frascati)
- Pietro Accolti † (8 dicembre 1523 - 20 maggio 1524 nominato cardinale vescovo di Palestrina)
- Marco Corner † (20 maggio 1524 - 15 giugno 1524 nominato cardinale vescovo di Palestrina)
- Lorenzo Pucci † (15 giugno 1524 - 24 luglio 1524 nominato cardinale vescovo di Palestrina)
- Giovanni Piccolomini † (24 luglio 1524 - 22 settembre 1531 nominato cardinale vescovo di Palestrina)
- Giovanni Domenico de Cupis † (22 settembre 1531 - 16 dicembre 1532 nominato cardinale vescovo di Sabina)
- Andrea della Valle † (21 aprile 1533 - 12 dicembre 1533 nominato cardinale vescovo di Palestrina)
- Bonifacio Ferrero † (12 dicembre 1533 - 5 settembre 1534 nominato cardinale vescovo di Palestrina)
- Lorenzo Campeggi † (5 settembre 1534 - 26 febbraio 1535 nominato cardinale vescovo di Palestrina)
- Matthäus Lang von Wellenburg † (26 febbraio 1535 - 30 marzo 1540 deceduto)
- Alessandro Cesarini † (31 maggio 1540 - 14 novembre 1541 nominato cardinale vescovo di Palestrina)
- Francesco Corner † (14 novembre 1541 - 15 febbraio 1542 nominato cardinale vescovo di Palestrina)
- Antonio Pucci † (15 febbraio 1542 - 8 gennaio 1543 nominato cardinale vescovo di Sabina)
- Giovanni Salviati † (8 gennaio 1543 - 17 ottobre 1544 nominato cardinale vescovo di Sabina)
- Gian Pietro Carafa † (17 ottobre 1544 - 8 ottobre 1546 nominato cardinale vescovo di Sabina poi eletto papa con il nome di Paolo IV)
- Ennio Filonardi † (8 ottobre 1546 - 19 dicembre 1549 deceduto)
- Jean du Bellay † (28 febbraio 1550 - 29 novembre 1553 nominato cardinale vescovo di Frascati)
- Rodolfo Pio † (29 novembre 1553 - 11 dicembre 1553 nominato cardinale vescovo di Frascati)
- Juan Álvarez y Alva de Toledo, O.P. † (11 dicembre 1553 - 29 maggio 1555 nominato cardinale vescovo di Frascati)
- Francesco Pisani † (29 maggio 1555 - 20 settembre 1557 nominato cardinale vescovo di Frascati)
- Pedro Pacheco de Villena † (20 settembre 1557 - 5 marzo 1560 deceduto)
- Giovanni Girolamo Morone † (13 marzo 1560 - 10 marzo 1561 nominato cardinale vescovo di Sabina)
- Cristoforo Madruzzo † (14 aprile 1561 - 18 maggio 1562 nominato cardinale vescovo di Sabina)
- Ottone di Waldburg † (18 maggio 1562 - 12 aprile 1570 nominato cardinale vescovo di Sabina)
- Giulio della Rovere † (12 aprile 1570 - 3 luglio 1570 nominato cardinale vescovo di Sabina)
- Giovanni Ricci † (3 luglio 1570 - 8 aprile 1573 nominato cardinale vescovo di Sabina)
- Scipione Rebiba † (8 aprile 1573 - 5 maggio 1574 nominato cardinale vescovo di Sabina)
- Fulvio Giulio della Corgna, O.S.Io.Hieros. † (5 maggio 1574 - 5 dicembre 1580 nominato cardinale vescovo di Porto e Santa Rufina)
- Gianfrancesco Gambara † (5 dicembre 1580 - 4 marzo 1583 nominato cardinale vescovo di Palestrina)
- Alfonso Gesualdo † (4 marzo 1583 - 2 dicembre 1587 nominato cardinale vescovo di Frascati)
- Tolomeo Gallio † (2 dicembre 1587 - 2 marzo 1589 nominato cardinale vescovo di Sabina)
- Prospero Santacroce † (2 marzo 1589 - 2 ottobre 1589 deceduto)
- Gabriele Paleotti † (8 novembre 1589 - 20 marzo 1591 nominato cardinale vescovo di Sabina)
- Michele Bonelli, O.P. † (20 marzo 1591 - 28 marzo 1598 deceduto)
- Girolamo Rusticucci † (30 marzo 1598 - 21 febbraio 1600 nominato cardinale vescovo di Sabina)
- Girolamo Simoncelli † (21 febbraio 1600 - 24 aprile 1600 nominato cardinale vescovo di Frascati)
- Pedro de Deza Manuel † (23 aprile 1600 - 27 agosto 1600 deceduto)
- Alessandro Ottaviano de' Medici † (30 agosto 1600 - 17 giugno 1602 nominato cardinale vescovo di Palestrina poi eletto papa con il nome di Leone XI)
- Simeone Tagliavia d'Aragonia † (17 giugno 1602 - 19 febbraio 1603 nominato cardinale vescovo di Sabina)
- Domenico Pinelli seniore † (19 febbraio 1603 - 16 giugno nominato cardinale vescovo di Frascati)
- Girolamo Bernerio, O.P. † (16 giugno 1603 - 7 febbraio 1607 nominato cardinale vescovo di Porto e Santa Rufina)
- Antonmaria Sauli † (7 febbraio 1607 - 17 agosto 1611 nominato cardinale vescovo di Sabina)
- Paolo Emilio Sfondrati † (17 agosto 1611 - 14 febbraio 1618 deceduto)
- Francesco Sforza † (5 marzo 1618 - 6 aprile 1620 nominato cardinale vescovo di Frascati)
- Alessandro Damasceni Peretti † (6 aprile 1620 - 2 giugno 1623 deceduto)
- Giovanni Battista Deti † (7 giugno 1623 - 2 marzo 1626 nominato cardinale vescovo di Frascati)
- Andrea Baroni Peretti Montalto † (2 marzo 1626 - 14 aprile 1627 nominato cardinale vescovo di Frascati)
- Carlo Emanuele Pio di Savoia † (14 aprile 1627 - 15 luglio 1630 nominato cardinale vescovo di Porto e Santa Rufina)
- Gaspar de Borja y Velasco † (15 luglio 1630 - 28 dicembre 1645 deceduto)
- Bernardino Spada † (19 febbraio 1646 - 29 aprile 1652 nominato cardinale vescovo di Frascati)
- Federico Corner † (29 aprile 1652 - 5 giugno 1653 deceduto)
- Marzio Ginetti † (9 giugno 1653 - 2 luglio 1663 nominato cardinale vescovo di Sabina)
- Giovanni Battista Maria Pallotta † (2 luglio 1663 - 11 ottobre 1666 nominato cardinale vescovo di Frascati)
- Ulderico Carpegna † (11 ottobre 1666 - 18 marzo 1671 nominato cardinale vescovo di Frascati)
- Virginio Orsini, O.S.Io.Hieros. † (18 marzo 1671 - 28 gennaio 1675 nominato cardinale vescovo di Frascati)
- Girolamo Grimaldi-Cavalleroni † (28 gennaio 1675 - 4 novembre 1685 deceduto)
- Flavio Chigi seniore † (18 marzo 1686 - 19 ottobre 1689 nominato cardinale vescovo di Porto e Santa Rufina)
- Emmanuel Théodose de la Tour d'Auvergne † (19 ottobre 1689 - 21 luglio 1698 nominato cardinale vescovo di Porto e Santa Rufina)
- César d'Estrées † (15 settembre 1698 - 18 dicembre 1714 deceduto)
- Ferdinando d'Adda † (21 gennaio 1715 - 29 gennaio 1719 deceduto)
- Fabrizio Paolucci † (8 febbraio 1719 - 12 giugno 1724 nominato cardinale vescovo di Porto e Santa Rufina)
- Giacomo Boncompagni † (12 giugno 1724 - 24 marzo 1731 deceduto)
- Lodovico Pico della Mirandola † (9 aprile 1731 - 29 agosto 1740 nominato cardinale vescovo di Porto e Santa Rufina)
- Pier Luigi Carafa † (16 settembre 1740 - 15 novembre 1751 nominato cardinale vescovo di Porto e Santa Rufina)
- Giovanni Battista Spinola † (15 novembre 1751 - 20 agosto 1752 deceduto)
- Francesco Scipione Maria Borghese † (25 settembre 1752 - 12 febbraio 1759 nominato cardinale vescovo di Porto e Santa Rufina)
- Carlo Alberto Guidobono Cavalchini † (12 febbraio 1759 - 16 maggio 1763 nominato cardinale vescovo di Ostia e Velletri)
- Fabrizio Serbelloni † (16 maggio 1763 - 18 aprile 1774 nominato cardinale vescovo di Ostia e Velletri)
- François-Joachim de Pierre de Bernis † (18 aprile 1774 - 3 novembre 1794 deceduto)
- Luigi Valenti Gonzaga † (1795 - 3 agosto 1807 nominato cardinale vescovo di Porto e Santa Rufina)
- Antonio Dugnani † (3 agosto 1807 - 8 marzo 1816 nominato cardinale vescovo di Porto e Santa Rufina)
- Michele Di Pietro † (8 marzo 1816 - 29 maggio 1820 nominato cardinale vescovo di Porto e Santa Rufina)
- Pietro Francesco Galleffi † (29 maggio 1820 - 5 luglio 1830 nominato cardinale vescovo di Porto, Santa Rufina e Civitavecchia)
- Gianfrancesco Falzacappa † (5 luglio 1830 - 22 novembre 1839 nominato cardinale vescovo di Porto, Santa Rufina e Civitavecchia)
- Giacomo Giustiniani † (22 novembre 1839 - 24 febbraio 1843 deceduto)
- Pietro Ostini † (13 aprile 1843 - 4 marzo 1849 deceduto)
- Costantino Patrizi Naro † (20 aprile 1849 - 17 dicembre 1860 nominato cardinale vescovo di Porto e Santa Rufina)
- Lodovico Altieri † (17 dicembre 1860 - 11 agosto 1867 deceduto)
- Camillo Di Pietro † (20 settembre 1867 - 12 marzo 1877 nominato cardinale vescovo di Porto e Santa Rufina)
- Carlo Luigi Morichini † (12 marzo 1877 - 26 aprile 1879 deceduto)
- Gustav Adolf von Hohenlohe-Schillingsfürst † (12 maggio 1879 - dicembre 1883 dimesso)
- Raffaele Monaco La Valletta † (24 marzo 1884 - 24 maggio 1889 nominato cardinale vescovo di Ostia e Velletri)
- Lucido Maria Parocchi † (24 maggio 1889 - 30 novembre 1896 nominato cardinale vescovo di Porto e Santa Rufina)
- Isidoro Verga † (30 novembre 1896 - 10 agosto 1899 deceduto)
- Antonio Agliardi † (14 dicembre 1899 - 19 marzo 1915 deceduto)
- Gennaro Granito Pignatelli di Belmonte † (6 dicembre 1915 - 16 febbraio 1948 deceduto)
- Giuseppe Pizzardo † (21 giugno 1948 - 17 novembre 1966 dimesso[42])

### Cardinali vescovi del titolo suburbicario di Albano
- Giuseppe Pizzardo † (17 novembre 1966 - 1º agosto 1970 deceduto)
- Krikor Bedros XV Aghagianian † (22 ottobre 1970 - 16 maggio 1971 deceduto)
- Luigi Traglia † (15 marzo 1972 - 22 novembre 1977 deceduto)
- Francesco Carpino † (27 gennaio 1978 - 5 ottobre 1993 deceduto)
- Angelo Sodano † (10 gennaio 1994 - 27 maggio 2022 deceduto)
  - Titolo vacante (2022-2025)
- Robert Francis Prevost, O.S.A. (6 febbraio 2025 - 8 maggio 2025 eletto papa con il nome di Leone XIV)
- Luis Antonio Tagle, dal 24 maggio 2025

### Vescovi di Albano
- Raffaele Macario † (29 novembre 1966 - 11 giugno 1977 ritirato)
- Gaetano Bonicelli (11 giugno 1977 - 28 ottobre 1981 nominato ordinario militare in Italia[43])
- Dante Bernini † (8 aprile 1982 - 13 novembre 1999 ritirato)
- Agostino Vallini (13 novembre 1999 - 27 maggio 2004 nominato prefetto del Supremo Tribunale della Segnatura Apostolica)
- Marcello Semeraro (1º ottobre 2004 - 15 ottobre 2020 nominato prefetto dalla Congregazione delle cause dei santi)[44]
- Vincenzo Viva, dall'11 giugno 2021

## Statistiche
La diocesi nel 2023 su una popolazione di 505 000 persone contava 488 000 battezzati, corrispondenti al 96,6% del totale.
| anno | popolazione | popolazione | popolazione | presbiteri | presbiteri | presbiteri | presbiteri                | diaconi | religiosi | religiosi | parrocchie |
| anno | battezzati  | totale      | %           | numero     | secolari   | regolari   | battezzati per presbitero | diaconi | uomini    | donne     | parrocchie |
| ---- | ----------- | ----------- | ----------- | ---------- | ---------- | ---------- | ------------------------- | ------- | --------- | --------- | ---------- |
| 1950 | 84 500      | 85 000      | 99,4        | 93         | 33         | 60         | 908                       |         | 80        | 590       | 19         |
| 1959 | ?           | 120 000     | ?           | 185        | 37         | 148        | ?                         |         | 33        | 730       | 30         |
| 1968 | 181 400     | 181 489     | 100,0       | 236        | 63         | 173        | 768                       |         | 75        | 1 115     | 51         |
| 1980 | 293 609     | 294 401     | 99,7        | 272        | 82         | 190        | 1 079                     | 2       | 251       | 1 182     | 55         |
| 1990 | 357 630     | 359 526     | 99,5        | 267        | 89         | 178        | 1 339                     | 8       | 272       | 1 111     | 66         |
| 2000 | 368 000     | 375 000     | 98,1        | 161        | 114        | 47         | 2 285                     | 45      | 85        | 1 047     | 78         |
| 2001 | 368 500     | 374 000     | 98,5        | 161        | 114        | 47         | 2 288                     | 45      | 65        | 1 143     | 78         |
| 2002 | 398 500     | 405 000     | 98,4        | 149        | 101        | 48         | 2 674                     | 45      | 66        | 1 117     | 78         |
| 2003 | 412 420     | 431 900     | 95,5        | 150        | 96         | 54         | 2 749                     | 45      | 75        | 1 088     | 77         |
| 2004 | 390 100     | 409 520     | 95,3        | 147        | 100        | 47         | 2 653                     | 43      | 57        | 1 088     | 78         |
| 2006 | 412 420     | 461 000     | 89,5        | 192        | 93         | 99         | 2 148                     | 40      | 143       | 1 257     | 78         |
| 2012 | 470 300     | 505 500     | 93,0        | 184        | 104        | 80         | 2 555                     | 43      | 146       | 1 110     | 77         |
| 2015 | 490 000     | 507 000     | 96,6        | 240        | 115        | 125        | 2 041                     | 42      | 212       | 928       | 77         |
| 2018 | 493 870     | 510 950     | 96,7        | 200        | 120        | 80         | 2 469                     | 41      | 123       | 833       | 77         |
| 2020 | 490 000     | 507 000     | 96,6        | 228        | 113        | 115        | 2 149                     | 39      | 178       | 770       | 77         |
| 2022 | 490 000     | 507 000     | 96,6        | 177        | 131        | 46         | 2 768                     | 39      | 93        | 733       | 77         |
| 2023 | 488 000     | 505 000     | 96,6        | 168        | 122        | 46         | 2 904                     | 37      | 93        | 773       | 77         |